# Skiftestjärnen (Njurunda socken, Medelpad)
Skiftestjärnen är en sjö i Sundsvalls kommun i Medelpad och ingår i Ljungans huvudavrinningsområde.